# Emmanuel Rais
Pour les articles homonymes, voir Rais.
Emmanuel Rais (né le 14 août 1909, Hotin, Bessarabie, Empire russe, aujourd'hui en Ukraine - décédé le 28 janvier 1981, Paris 11e) est un critique littéraire et un traducteur juif qui devient bibliothécaire à l'Alliance israélite universelle à Paris. Il est particulièrement connu pour ses traductions de la poésie ukrainienne. Il est un oncle, par alliance, du Grand-rabbin de France, Gilles Bernheim.

## Éléments biographiques
Emmanuel Rais est né le 14 août 1909 à Khotyn, en Bessarabie, aujourd'hui en Ukraine.

### Études
Il étudie le droit et la littérature à l'université de Bucarest et à l'université de Paris de 1934 à 1940.
Il obtient un doctorat de la Sorbonne en 1972.

### Bibliothèque de l'Alliance israélite universelle
Emmanuel est bibliothécaire à l'Alliance israélite universelle, à Paris.

### Mort
Emmanuel Rais est mort à Paris le 28 janvier 1981.

### Famille
Emmanuel Rais épouse Jeanne Klein, la sœur de Berthe (Blime) Klein, la mère du Grand-rabbin de France, Gilles Bernheim, le 11 septembre 1951. Jeanne Klein est née à Strasbourg, le 15 janvier 1915. Elle est décédée le 2 septembre 2011 à Paris. Ils n'ont pas d'enfant.

## Œuvres
- Note sur la poésie soviétique. Revue ESPRIT, Mai 1946[9]
- Le judaïsme devant le monde contemporain. Revue ESPRIT, Octobre 1947, No. 10, No. 138 de la collection[10]
- Emmanuel Rais à Martin Buber, le 14 février 1947 in: Dominique Bourel. Martin Buber et la culture française, 2007[11]
- Anthologie de la Poésie russe (co-auteurs Emmanuel Rais et Jacques Robert)  Éditions Bordas, novembre 1947.
- Ernest Fraenkel, Jean Cassou, Waldemar George, Henry Hertz, Emmanuel Rais et Paul Rempenault.Zarfin, Vues générales sur Zarfin. Gallier, 1962[12]

Il édite et écrit l'introduction d'une collection de poèmes ukrainiens traduits en français:
- L'Ukraine, cette inconnue, 1993
- Anthologie de la poésie russe: du XVIIIe siècle à nos jours[13]